# Galtellì
Galtellì es una localidad italiana situada en la provincia de Nuoro, en Cerdeña. Tiene una población estimada, a fines de marzo de 2022, de 2354 habitantes.

## Evolución demográfica
| Gráfica de evolución demográfica de Galtellì entre 1861 y 2022 |
|                                                                |
| Fuente: ISTAT - Elaboración gráfica de Wikipedia               |